# Réseaux d'accès hybrides
 (juillet 2018).
Si vous disposez d'ouvrages ou d'articles de référence ou si vous connaissez des sites web de qualité traitant du thème abordé ici, merci de compléter l'article en donnant les références utiles à sa vérifiabilité et en les liant à la section « Notes et références ».
Les réseaux d’accès hybrides désignent une architecture particulière de réseaux d’accès Internet où au moins deux différentes technologies d’accès sont combinées pour améliorer la bande-passante montante et descendante. 
Le cas le plus rencontré à ce jour est l’association d’un réseau xDSL (ex : ADSL) avec un réseau mobile comme la 4G / LTE. La technologie peut être également utilisée pour l’association de différents réseaux d’accès à Internet tels que le DOCSIS, le WiMax, la 5G, le très haut débit radio ou l’internet par satellite. Ces types de réseaux sont décrits dans un document publié par le Broadband Forum qui a défini un cadre précis pour leur déploiement.

## Cas d’usage
Une des principales motivations du déploiement de ces réseaux d’accès hybrides est la possibilité de fournir un débit internet plus élevé dans les zones rurales où l’extension des réseaux xDSL tels que le G.fast ou VDSL2 n’est pas possible en raison de l’éloignement du répartiteur assurant le débit internet. Plusieurs gouvernements, notamment en Europe, ont exigé des opérateurs télécoms de fournir un débit minimum de 30 Mbit/s pour la population d’ici 2020.
Le deuxième cas d’usage permet de renforcer la connectivité Internet grâce à la présence de deux liens étant donné qu’il est peu probable que le lien xDSL et le réseau mobile soient indisponibles en même temps.
Cette technologie permet également de se connecter plus rapidement à Internet. Le client résidentiel ou entreprise utilisant ces réseaux d’accès hybride peut immédiatement bénéficier de la connexion Internet en utilisant le réseau mobile disponible pendant que l’opérateur procède à l’installation de son accès Internet fixe.

## Technologies
Plusieurs méthodes de création de réseaux d’accès hybrides ont été définies par le Broadband Forum. À titre d’exemples, supposons que l’utilisateur final possède un routeur hybride (ou box hybride) qui est rattaché à un réseau fixe de type ADSL et à un réseau mobile de type LTE. 
Le premier cas de déploiement se produit lorsque l’opérateur télécom fournit un routeur CPE à chaque abonné sans aucun équipement spécifique déployé dans l’infrastructure réseau de l’opérateur. Deux configurations d’adresses IP sont alors possibles :
- La première consiste en l’allocation de différentes adresses IP aux interfaces fixe et mobile. Dans ce cas, le routeur hybride a besoin de repartir intelligemment les paquets de données via les deux réseaux. Il doit notamment s’assurer que tous les paquets de données appartenant à une connexion TCP soient bien envoyée de la même source.
- La seconde consiste en l’allocation de la même adresse IP aux réseaux fixe et mobile. Cette action doit s’accompagner de la configuration des paramètres de routage dans ces deux réseaux  afin de garantir que les paquets de données soient parfaitement acheminés.

Le second cas de déploiement intervient lorsque l’opérateur fournit un routeur hybride à chaque abonné et installe au sein de son infrastructure réseau une passerelle d’agrégation hybride (en anglais Hybrid Aggregation Gateway, nous l’appellerons HAG dans la suite de la description). 
Le HAG joue un rôle important dans la répartition des paquets de données envoyés et reçus du routeur Hybride via les deux réseaux d’accès. 
Deux solutions technologiques ont été conçues pour que les routeurs hybrides puissent interagir avec le HAG afin d’utiliser efficacement les deux liens d’accès même si leur temps de réponse et leur débit diffèrent. Une limitation technique se manifeste au moment de la distribution des paquets sur des liens hétérogènes. Elle affecte la précision de détection des problèmes de congestion. Cette difficulté technique apparait notamment dans le cas de réseaux mobiles où le temps de réponse est affecté en raison de variations de débits pénalisant ainsi le réarrangement des paquets de données.
Une première solution utilise les tunnels GRE pour que les deux liens ne soient pas visibles par le protocole de couche supérieure. Le routeur hybride et le HAG doivent réarranger les paquets de données échangés pour que TCP reçoive les paquets de données dans l’ordre.
Une autre solution utilise Multipath TCP (MPTCP), une évolution récente du protocole TCP. MPTCP a été conçu pour assurer la transmission des paquets d’une session spécifique via différentes routes. Plus précisément, les serveurs proxy Multipath TCP sont installés sur le routeur hybride et sur le HAG. Quand l’utilisateur utilise un routeur hybride qui initie une session TCP, cette session est convertie automatiquement en session Multipath TCP permettant l’utilisation de plusieurs routes. Cette session est ensuite reconvertie en TCP par le HAG avant d’être acheminé vers le serveur final de l’opérateur.
Cette approche exploite la capacité de Multipath TCP de traiter efficacement les congestions et  la fonctionnalité de réarrangement des paquets de données de liens hétérogènes. 
Deux modes permettent l’interaction entre le routeur hybride et le HAG :
- Le mode transparent [4] est utilisé quand le HAG est situé sur la route empruntée par les paquets de données envoyés pour le routeur hybride
- Le mode semi-transparent: le HAG comprend un convertisseur TCP [5]

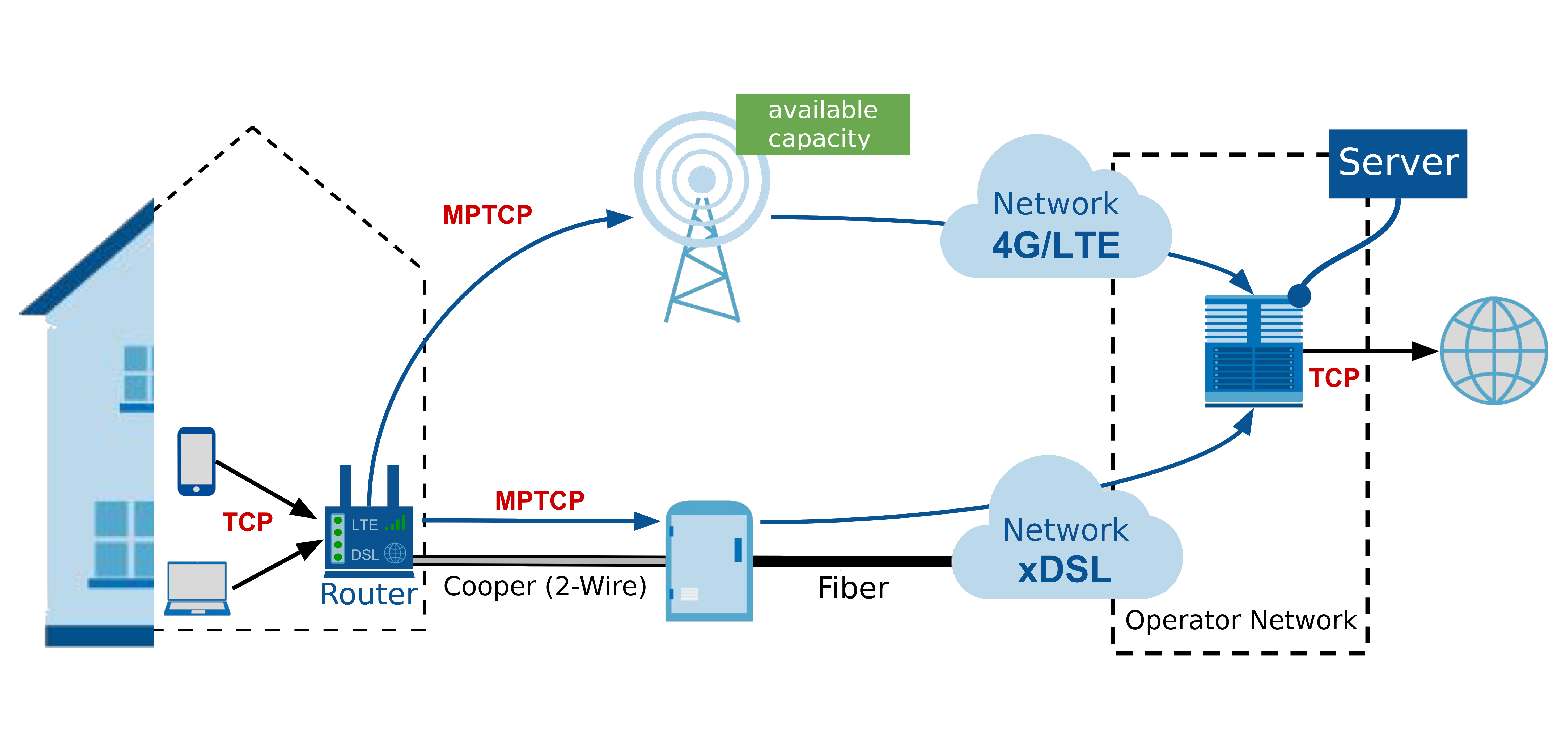
Architecture des réseaux d'accès hybrides utilisant Multipath TCP

## Déploiements
Plusieurs déploiements de réseaux d’accès hybrides sont effectifs.
- Deutsche Telekom a déployé des réseaux d’accès hybrides en utilisant les tunnels GRE[6]
- Proximus a déployé des réseaux d’accès hybrides en utilisant Multipath TCP[7]
- KPN a déployé des réseaux d’accès hybrides en utilisant Multipath TCP[8]
- Telia a également déployé des réseaux d’accès hybrides en Lituanie[9] et en Finlande.
- Free a déployé le premier réseau d'accès hybride en France[10].